# Де Мендоса, Альберто
Альбе́рто де Мендо́са (исп. Alberto de Mendoza; 21 января 1923, Буэнос-Айрес — 12 декабря 2011, Мадрид) — аргентинский актёр театра и кино, снявшийся более чем в 200 фильмах и телесериалах. Наиболее известен по ролям Федерико де ля Торре в музыкальной мелодраме «Королева „Шантеклера“» (1962) и русского монаха Пуджардова в классическом фильме ужасов «Поезд страха» (1972).

## Биография
Альберто де Мендоса родился 21 января 1923 года в Буэнос-Айресе, Аргентина. Когда мальчику исполнилось два года, семья переехала в Испанию. В возрасте семи лет состоялся дебют Мендосы на большом экране в фильме «Война гаучо». С началом Гражданской войны в Испании в 1936 году Мендоса возвращается в Аргентину.
В 1962 году актёр снялся в музыкальном кинофильме-мелодраме известного испанского режиссёра Рафаэля Хиля «Королева „Шантеклера“» вместе со знаменитой испанской певицей и киноактрисой  Сарой Монтьель. Фильм имел международный успех, а в СССР вошёл в число лидеров советского кинопроката, заняв 50-е место по посещаемости среди зарубежных фильмов.  В 1972 году актёр снялся в фильме ужасов Эухенио Мартина «Поезд страха», где его партнёрами по съёмочной площадке были именитые Кристофер Ли и Питер Кашинг. Множество ролей в кино принесли актёру заслуженную славу, его называли «одним из самых любимых актёров Аргентины и Испании». До конца жизни Мендоса играл в театре, последней же его ролью в кино стала роль дона Мариано в фильме «Маленькие секреты большого города».
Скончался 12 декабря 2011 года в одной из больниц Мадрида. Несколькими днями ранее актёр был госпитализирован с диагнозом «тяжелое респираторное заболевание».

### Личная жизнь
С 1952 года Альберто де Мендоса был женат на американском хореографе Мейбл Кларк, от которой у актёра было трое детей: Даниэль, Фабиан и Белен. В 1992 году Даниэль погиб в автокатастрофе. В многочисленных интервью Мендоса признавался: «Из всех детей ближе всего мне был именно Даниэль. Эта боль не пройдет до конца моей жизни, она всегда со мной».

## Избранная фильмография
| - «Война гаучо» (1930) - «Адам и змей» (1946) - «История с марихуаной» (1950) - «Это произошло на моей улице» (1951) - «Обнажённая женщина» (1955) - «Нападение» (1960) - «Королева „Шантеклера“» (1962) - «Убей и будь убитым» (1962) - «Маска Скарамуша» (1963) - «Шантаж тореадора» (1963) | - «Я — первый» (1964) - «Пушки диктаторов» (1965) - «Потерянный пистолет» (1969) - «Когда Сатана схватил кольт» (1970) - «Ящерица под женской кожей» (1971) - «Мания величия» (1971) - «Пираты Зелёного острова» (1971) - «Поезд страха» (1972) - «И никого не стало» (1974) - «Маленькие секреты большого города» (2005) |